# Campeonato Mundial de Atletismo em Pista Coberta de 2008 - Salto triplo feminino
A competição do salto triplo feminino do Campeonato Mundial de Atletismo em Pista Coberta de 2008, foi disputado no Palácio-Velódromo Luis Puig, em Valência.

## Medalhistas
| Ouro                   | Prata               | Bronze              |
| Yargelis Savigne (CUB) | Marija Šestak (SLO) | Olga Rypakova (KAZ) |

## Resultados

### Eliminatória
Qualificação:14,30 m (Q) ou os 8 melhores qualificados (q). 
| Colocação | Atleta            | Nacionalidade  | Distância | Notas    | Provas | Provas | Provas |
| Colocação | Atleta            | Nacionalidade  | Distância | Notas    | 1      | 2      | 3      |
| --------- | ----------------- | -------------- | --------- | -------- | ------ | ------ | ------ |
| DSQ       | Hrysopiyí Devetzí | Grécia         | 14.63     | Q Doping | 14.63  |        |        |
| 2         | Yargelis Savigne  | Cuba           | 14.56     | Q        | 13.93  | 14.25  | 14.56  |
| 3         | Marija Šestak     | Eslovênia      | 14.46     | Q        | 13.75  | 14.46  |        |
| 4         | Yamilé Aldama     | Sudão          | 14.38 SB  | Q        | 14.02  | 14.07  | 14.38  |
| 5         | Olha Saladukha    | Ucrânia        | 14.34     | Q        | 14.16  | 14.34  |        |
| 6         | Olesya Bufalova   | Rússia         | 14.26     | q        | X      | 14.10  | 14.26  |
| 7         | Xie Limei         | China          | 14.25     | q        | 14.02  | 14.25  | 12.04  |
| 8         | Olga Rypakova     | Cazaquistão    | 14.20     | q        | X      | 14.20  | 14.01  |
| 9         | Teresa Nzola Meso | França         | 14.17     |          | 13.99  | 14.17  | 14.10  |
| 10        | Adelina Gavrila   | Roménia        | 14.11     |          | 14.11  | 14.05  | 14.11  |
| 11        | Anna Pyatykh      | Rússia         | 13.99     |          | X      | 13.99  | 13.68  |
| 12        | Biljana Topic     | Sérvia         | 13.97     |          | 13.97  | 13.78  | 13.69  |
| 13        | Patricia Sarrapio | Espanha        | 13.86     |          | X      | X      | 13.86  |
| 14        | Cristina Bujin    | Roménia        | 13.78     |          | 13.35  | 13.78  | X      |
| 15        | Athanasia Perra   | Grécia         | 13.61     |          | 13.61  | X      | X      |
| 16        | Shani Marks       | Estados Unidos | 13.33     |          | 13.27  | X      | 13.33  |
| 17        | Kaire Leibak      | Estónia        | 13.32     |          | 13.22  | 13.27  | 13.32  |
| 18        | Tânia da Silva    | Brasil         | 13.03     |          | X      | 13.03  | X      |

### Final
| Colocação         | Atleta            | Nacionalidade | Distância | Provas | Provas | Provas | Provas | Provas | Provas |
| Colocação         | Atleta            | Nacionalidade | Distância | 1      | 2      | 3      | 4      | 5      | 6      |
| ----------------- | ----------------- | ------------- | --------- | ------ | ------ | ------ | ------ | ------ | ------ |
| Medalha de ouro   | Yargelis Savigne  | Cuba          | 15.05 AR  | 14.89  | 14.44  | 14.68  | 14.58  | 14.60  | 15.05  |
| DSQ               | Hrysopiyí Devetzí | Grécia        | 15.00 NR  | 14.93  | 14.83  | X      | 15.00  | X      | 14.91  |
| Medalha de prata  | Marija Šestak     | Eslovênia     | 14.68     | 14.60  | 14.68  | X      | 14.65  | X      | X      |
| Medalha de bronze | Olga Rypakova     | Cazaquistão   | 14.58 AR  | X      | X      | 14.18  | 14.35  | 14.48  | 14.58  |
| 5                 | Yamilé Aldama     | Sudão         | 14.47 SB  | 14.35  | 12.29  | 14.47  | 14.37  | 14.30  | 14.20  |
| 6                 | Olha Saladukha    | Ucrânia       | 14.32     | 14.32  | 14.19  | 14.04  | 14.13  | 12.51  | 14.22  |
| 7                 | Olesya Bufalova   | Rússia        | 14.31     | 14.24  | 13.09  | 14.02  | 14.24  | 14.31  | 14.11  |
| 8                 | Xie Limei         | China         | 14.13     | 13.84  | 14.13  | 12.47  | 14.06  | 14.07  | 13.68  |

Legenda
| Recorde mundial       | Recorde mundial (World record)               |                       | Recorde africano                      | Recorde africano (African) |                                           | Q | Classificado por posição (Qualified) |
| Recorde do campeonato | Recorde do campeonato (Championship record)  | Recorde da América    | Recorde da América (Americas)         | q                          | Classificado por melhor tempo (Qualified) |   |                                      |
| Melhor marca do ano   | Melhor marca do ano (World leading)          | Recorde asiático      | Recorde asiático (Asian)              | DNS                        | Não largou (Did not start)                |   |                                      |
| Recorde nacional      | Recorde nacional (National record)           | Recorde europeu       | Recorde europeu (European)            | DNF                        | Não terminou (Did not finish)             |   |                                      |
| Recorde pessoal       | Recorde pessoal do atleta (Personal best)    | Recorde da Oceania    | Recorde da Oceania (Oceania)          | DSQ / DQ                   | Desclassificado (Disqualified)            |   |                                      |
| Recorde da temporada  | Recorde da temporada do atleta (Season best) | Recorde sul-americano | Recorde sul-americano (South America) | NM                         | Sem marca (No mark)                       |   |                                      |